# Le pietre non volano
Le pietre non volano è un singolo del rapper italiano Luchè, pubblicato il 1º aprile 2022 come unico estratto dal quinto album in studio Dove volano le aquile.
Il brano vede la collaborazione del rapper Marracash.

## Video musicale
Il video, diretto da Mauro Russo, è stato pubblicato il 18 maggio 2022 attraverso il canale YouTube del rapper.

## Classifiche
| Classifica (2022) | Posizione massima |
| ----------------- | ----------------- |
| Italia            | 11                |